# Костромське (Сахалінська область)
Костромське (рос. Костромское) — село у Холмському міському окрузі Сахалінської області Російської Федерації.
Населення становить 1236 осіб (2013).

## Історія
З 1905 по 3 вересня 1945 року у складі губернаторства Карафуто Японії, відтак у складі Холмського міського округу Сахалінської області.

## Населення
| 1925 | 1935 | 2002  | 2010  | 2013  |
| ---- | ---- | ----- | ----- | ----- |
| 501  | ↗929 | ↗1732 | ↘1332 | ↘1236 |